# エルゴステロール
エルゴステロール (ergosterol) は、分子式 C28H44O、分子量 396.65 のステロールの一種。エルゴスタン骨格を持つ脂溶性物質である。カビなどの菌類においてラノステロールから生合成される。紫外線を受けてビオステロールとなり、これを経てエルゴカルシフェロール（ビタミンD2）となる。
菌類の細胞膜を構成する物質であり、動物の細胞におけるコレステロールと同様な働きをする。菌類には存在するが動物には見られないという性質は抗真菌薬の開発に応用されている。トリパノソーマのような原生生物の細胞膜の流動化剤 (fluidizer) としても作用し、これは東アフリカでみられるアフリカ睡眠病に対して用いられる。